# Курманжан-датка
Курманжа́н-датка́(кирг. Курманжан Датка; 1811 — 1 февраля 1907) — кыргызский государственный и военный деятель, предводительница и правительница алайских кыргызов с 1832 по 1876 годы. Также известна как «Алайская царица», «Королева Юга» и «Мать нации». Имела звание датка (царица) в Кокандском ханстве и Бухарском эмирате. Полковник Русской императорской армии (1876).

## Путь к власти
Курманжан Маматбай кызы родилась в аиле Орок (Орке) в Алайских горах вблизи от города Ош, в семье кыргызов-кочевников из племени Мунгуш, населявшего окрестности Оша. Когда ей исполнилось 18 лет, родители Курманжан хотели выдать её замуж за мужчину, который был вдвое старше девушки, но она, нарушив традицию, сбежала из юрты жениха и вернулась в дом своего отца, Маматбая, где жила в течение трёх последующих лет.
В 1832 году богатый алайский феодал бек Алымбек, имевший звание датки и возглавлявший племена алайских киргизов, освободил Курманжан от брачного договора и взял её в законные жёны. Она родила ему пятерых сыновей, была неизменной помощницей и советчицей. Их брак длился 29 лет и оборвался неожиданно: Алымбек, принимавший участие во многочисленных дворцовых интригах в Кокандском ханстве, в 1862 году во время одного из дворцовых переворотов попал в западню и был убит. Правление перешло к его пятидесятилетней супруге.
Сама Курманжан не только пользовалась уважением алайцев, но и фактически опиралась на преданное ей войско в составе 10 тысяч джигитов. Когда кокандский хан Худояр провозгласил алайских кыргызов своими подданными и обложил их налогами, правительница не только воспротивилась этому, но и сумела заставить Худояра отказаться от обложения кочевников податями, признать её в качестве нового правителя Алая и присвоить ей почётный титул «датка». Хан, известный своей надменностью, был вынужден встречать Курманджан-датку как самого знатного бека — впервые в Средней Азии и на всём мусульманском Востоке в честь женщины был устроен официальный приём. Признал алайскую правительницу и эмир Бухары Музаффар: он был вторым правителем, пожаловавшим ей титул «датка». На сегодняшний день Курманджан-датка принадлежит к немногочисленной категории женщин, которые когда-либо вставали во главе мусульманского государства.
Ставка Курманжан-датки находилась в небольшом аиле Гульча. Русский учёный А. П. Федченко, путешествовавший по Туркестану и посещавший Алай в сопровождении кыргызских джигитов, отметил, что Курманджан «пользуется огромным авторитетом, наши джигиты не говорили о ней иначе, как с великим уважением». С осторожностью и почтением относились к алайской правительнице и кокандские ханы, ценившие её способность сохранять власть над непокорным киргизским народом.

## Российская экспансия

### Сопротивление
В 1876 году русские войска вторглись на территорию Кокандского ханства и захватили его. При этом южнокиргизские районы, в частности, Алай, продолжали оставаться непокорёнными. Курманджан-датка, как и пятеро её сыновей, негативно отнеслась к появлению в Алайском регионе войск «белого царя», настроившись на оказание им сопротивления и формально возглавив борьбу алайских киргизов против русских войск.
Абдылдабек, Мамытбек, Асанбек, Батырбек и Камчибек — сыновья датки Алымбека и Курманджан-датки — засели в горных районах южного Кыргызстана и начали борьбу против вступивших на территорию Памиро-Алая русских частей. Полторы тысячи джигитов, ведомых сыновьями Курманджан-датки, заняли позиции в труднодоступной высокогорной местности Жанырык в 25 верстах от Гульчи. 25 апреля 1876 года произошёл первый масштабный бой киргизов с русскими войсками, продолжавшийся целый день. Русскому отряду удалось вытеснить противника с занимаемых позиций: понеся значительные потери, алайцы были вынуждены отступить.
Во время ведения боевых действий Курманджан-датка со своими аилами перекочёвывала в долину Коксу, в пределы Кашгара, однако здесь все аилы Курманджан были в силу своей беззащитности разгромлены уйгурскими кочевниками. 

### Подчинение России

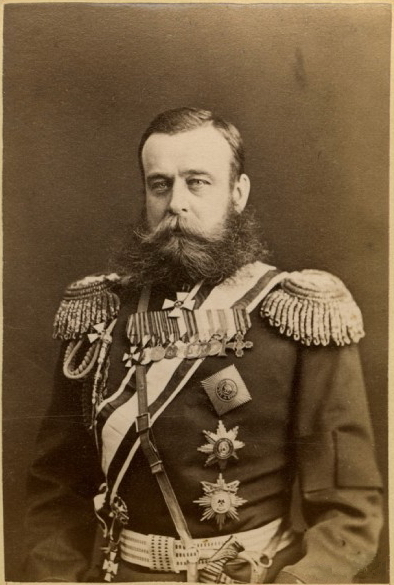
Михаил Дмитриевич Скобелев

В штабе Курманджан-датку принимал первый военный губернатор Ферганы, будущий герой русско-турецкой войны генерал Михаил Скобелев. Российский генерал, соблюдая традиционный восточный обычай, угостил её сладостями, обращался к правительнице не иначе как «княгиня» и, согласно легенде, начал разговор с ней следующими словами: «О, мать стольких храбрых сыновей! Считай и меня своим сыном», чем весьма польстил Курманджан-датке. После беседы генерал собственноручно надел на «Королеву Юга» парчовый халат. Датка согласилась на просьбу Скобелева написать сыновьям письмо о прекращении сопротивления, но только взамен на обещание помилования для всех своих сторонников, в первую очередь сыновей, а также на назначение последних на правящие должности в новообразованных волостях Туркестанского генерал-губернаторства. Генерал согласился, и тогда Курманджан-датка официально объявила о присоединении земель алайских киргизов к Российской империи. За это российское правительство пожаловало ей чин полковника.
С овладением Россией территории Алая было образовано пять волостей, четыре из которых: Кичи-Алайская, Наукатская, Гульчинская и Узгенская — согласно условию Курманджан-датки — перешли под управление её сыновей Камчибека, Мамытбека, Асанбека и Батырбека соответственно. Не вернулся в Алай лишь старший сын царицы, Абдылдабек. Он отправился для паломничества в Мекку, но по дороге умер от ран, полученных в недавних боях. Русский литератор и бывший народоволец Иван Ювачёв (будущий отец писателя Даниила Хармса), интересовавшийся биографией Курманджан во время своего путешествия по Средней Азии и лично общавшийся с её родственниками, писал, что её сыновья часто злоупотребляли благосклонностью властей и серьёзно превышали свои полномочия.
В дальнейшем Курманджан-датка взяла курс на установление дружественных отношений с российскими властями. Во многом этому способствовал Шабдан-батыр, роль которого среди кыргызов в то время существенно возросла.

## Политика в период Российского господства
Теперь, в это спокойное время, хочу сказать следующее: весь мой народ и я сама и мои родственники против Вас никогда не замышляли выступить. С нашей стороны никакого вреда нет. Если мой народ сделает плохо, сделает измену, я самым строгим образом накажу виновных, а сама до скончаний моих дней в жизни буду терпеть муки угрызения… Маматбай кызы Курманжан-датка.— из письма Курманджан-датки к генерал-губернатору Михаилу Ионову

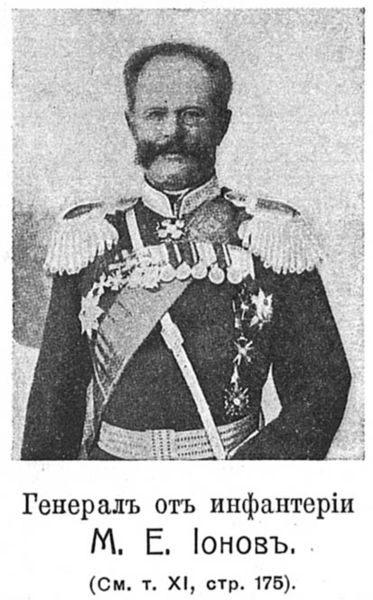
Михаил Ефремович Ионов

Российские политические и военные деятели, лично знавшие Курманджан: Лев Костенко, Михаил Ионов, Константин Кауфман — отмечали её житейскую мудрость, и необычайное уважение среди соотечественников. Многие чиновники лично обращались к Датке за советом. С майором (впоследствии — полковником) М. Е. Ионовым, первым начальником Ошского уезда, Курманджан-датка на протяжении долгих лет сохраняла дружеские отношения, вела длительную переписку, обменивалась подарками и фотографиями.
В 1881 году туркестанский губернатор Кауфман ходатайствовал перед военным министром Дмитрием Милютиным о пожаловании Курманджан-датке пенсии в размере 500 рублей ежегодно, отметив, что царица Алая, потерявшая на границе с Кашгаром бо́льшую часть своего имущества во время бегства в 1876 году, «весьма стеснена в жизни». Однако министерство финансов сочло, что Датка не имеет права на пенсию от правительства и к тому же получает доход с небольшого участка земли. Поэтому размер пенсии был сокращён с 500 до 300 рублей.
Во время памирских походов русской армии Курманджан-датка отдала приказ своим людям доставлять провиант в отряд полковника Михаила Ионова.

## Отшельничество

### Арест и гибель сына
В 1893 году в дом к одному из сыновей Курманджан-датки — Камчыбеку — с обыском пришёл русский таможенный объездчик в сопровождении двух стражников, имевший сведения о том, что Камчыбек только что получил контрабандный груз из Афганистана, переправленный через Кашгар. Хозяина в это время дома не было, он находился в Оше. Таможенники оскорбили его жену, отрубив ей косу под предлогом того, что в ней спрятаны драгоценности, и нукер Камчыбека Акбалбан решил отомстить за это без ведома своего бека, убив и объездчика, и обоих стражников.
Карасакал, сын старшего брата датки Алымбека, оклеветал Камчибека, сказав, что у того есть жорго (иноходец), способный за одну ночь обернуться из Оша в Алай и обратно. Проверка показала, что жорго уложился в срок. Это стало главной уликой против Камчибека. Вместе с Камчибеком арестовали его брата Мамытбека, племянника Арстанбека, а также внука  Мирзапаяса и нукера Акбалбана по обвинению в контрабанде и убийстве таможенных чиновников. Два года они сидели в тюрьме, ожидая приговора. Всего же по этому делу был арестован 21 человек.
Бывшая правительница поехала в Маргелан к генерал-губернатору Повало-Швейковскому и обратилась к нему с просьбой о помиловании сыновей и внуков. Она сумела спасти Мамытбека, Арстанбека и Мирзапаяса от гибели — смертную казнь заменили каторжными работами в Иркутской губернии. Любимого сына Курманжан, Камчыбека, спасти не удалось. 3 марта 1895 года он был повешен вместе с Акбалбаном на центральной площади города Оша в присутствии матери. Легенда гласит, что первая попытка повешения окончилась неудачей — порвалась верёвка, на что Курманжан сказала: «Всевышний против», попросив отменить наказание. Но чиновник, следивший за казнью, отдал повторный приказ.
Существует версия, что Камчыбек всё-таки был помилован указом царя, но помилование якобы пришло слишком поздно, когда осуждённый уже был казнён. Перед смертью любимого сына её последнее слово гласит "смотри прямо к смерти".  Смерть сына оказала сильное моральное воздействие на Курманжан: женщина оставила общественную жизнь, покинула свои владения и стала затворницей, поселившись в деревне Мады неподалёку от Оша.

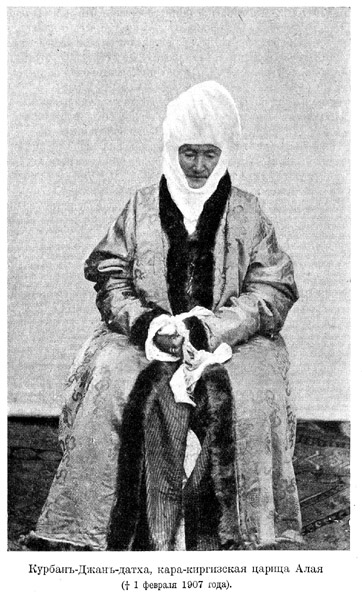
Курманджан-датка
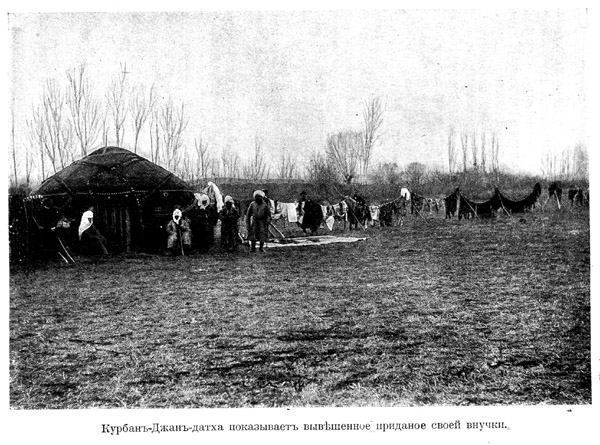
Курманджан-датка демонстрирует вывешенное около юрты приданое своей внучки
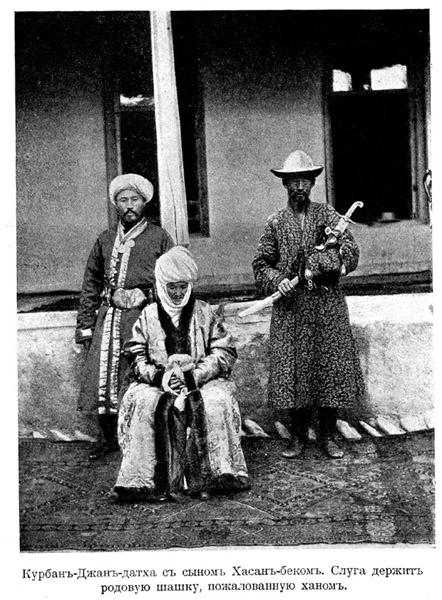
Курманджан-датка (в центре) с сыном Асанбеком (слева) и слугой, держащим родовую шашку, пожалованную кокандским ханом
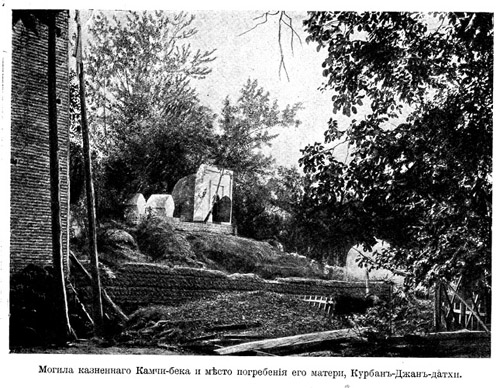
Могила сына Курманджан Камчибека, казнённого в 1895 году, и место захоронения самой Курманджан-датки

### Последние годы

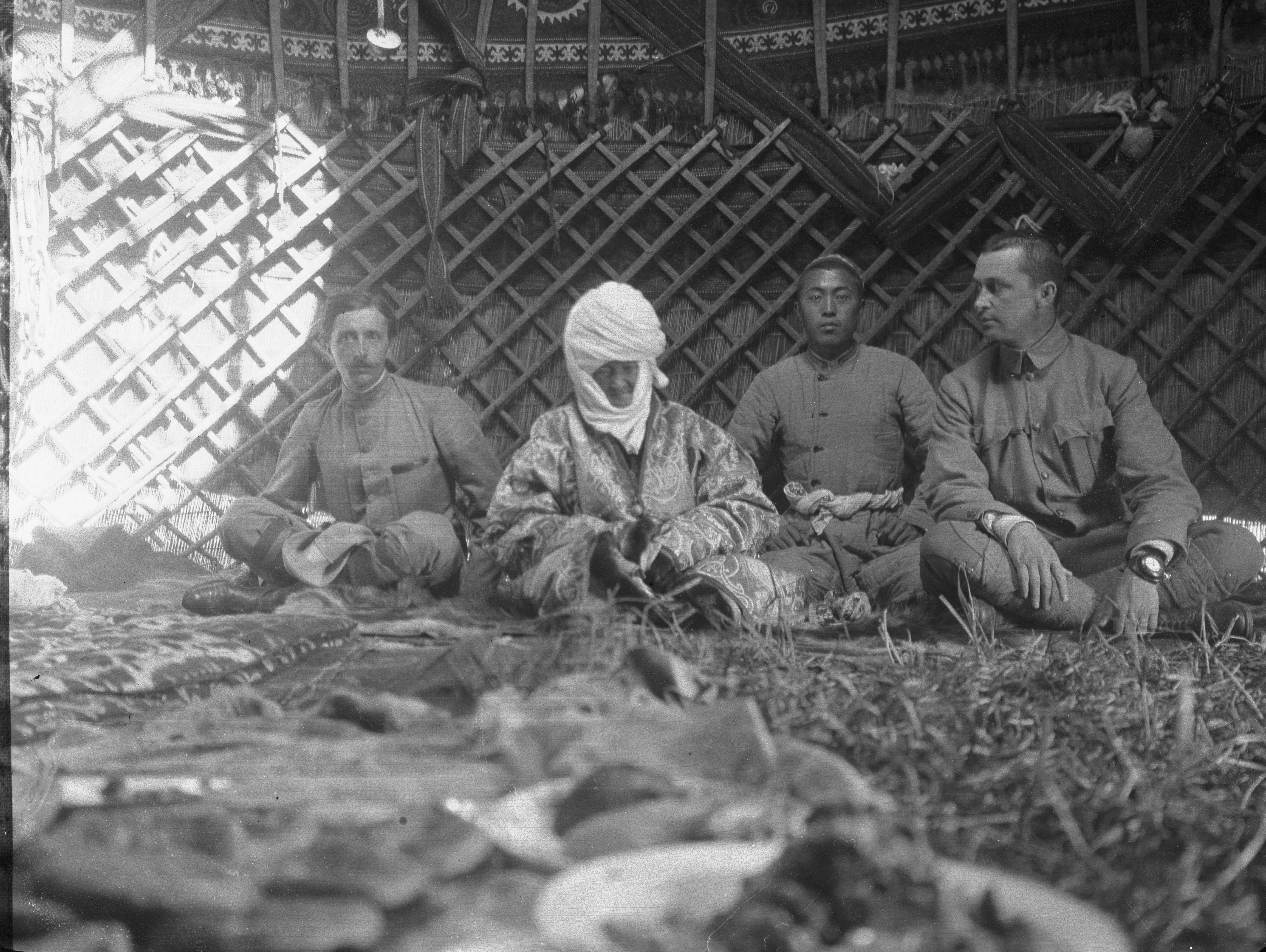
Маннергейм и французский востоковед Поль Пеллио в юрте Курманджан-датки. Слева направо: Поль Пеллио, Курманджан-датка, её внук, Густав Маннергейм

Вскоре после того, как Курманджан-датка стала отшельницей, о ней доложили императору Николаю II, и он решил пожаловать ей специальный царский подарок — золотые дамские часы с изображением государственного герба империи с цепочкой и брошью, украшенные бриллиантами и розами.  В сопровождении многочисленной конной стражи в селение Мады прибыл Ошский уездный начальник, торжественно вручивший «Королеве Юга» подарок императора.
В июне — июле 1906 года, за полгода до смерти Курманджан-датки, в ходе знаменитой Азиатской экспедиции через Алайскую долину проезжал русский путешественник и будущий маршал Финляндии Карл Густав Эмиль Маннергейм. Он остановился в Оше и посетил юрту бывшей киргизской правительницы. В своих походных дневниках Маннергейм оставил воспоминания об алайских киргизах, о своём общении с сыном Курманджан-датки Асанбеком в его ставке и, конечно, о встрече с самой «Алайской царицей». Маннергейм был поражён тем, как просто 96-летняя мусульманка согласилась сфотографироваться, да ещё и верхом на лошади.
Курманджан-датка умерла 1 февраля 1907 года в своём доме в Мады. Она была похоронена в Оше рядом с сыном Камчибеком, казнённым в 1895 году.

## Личность

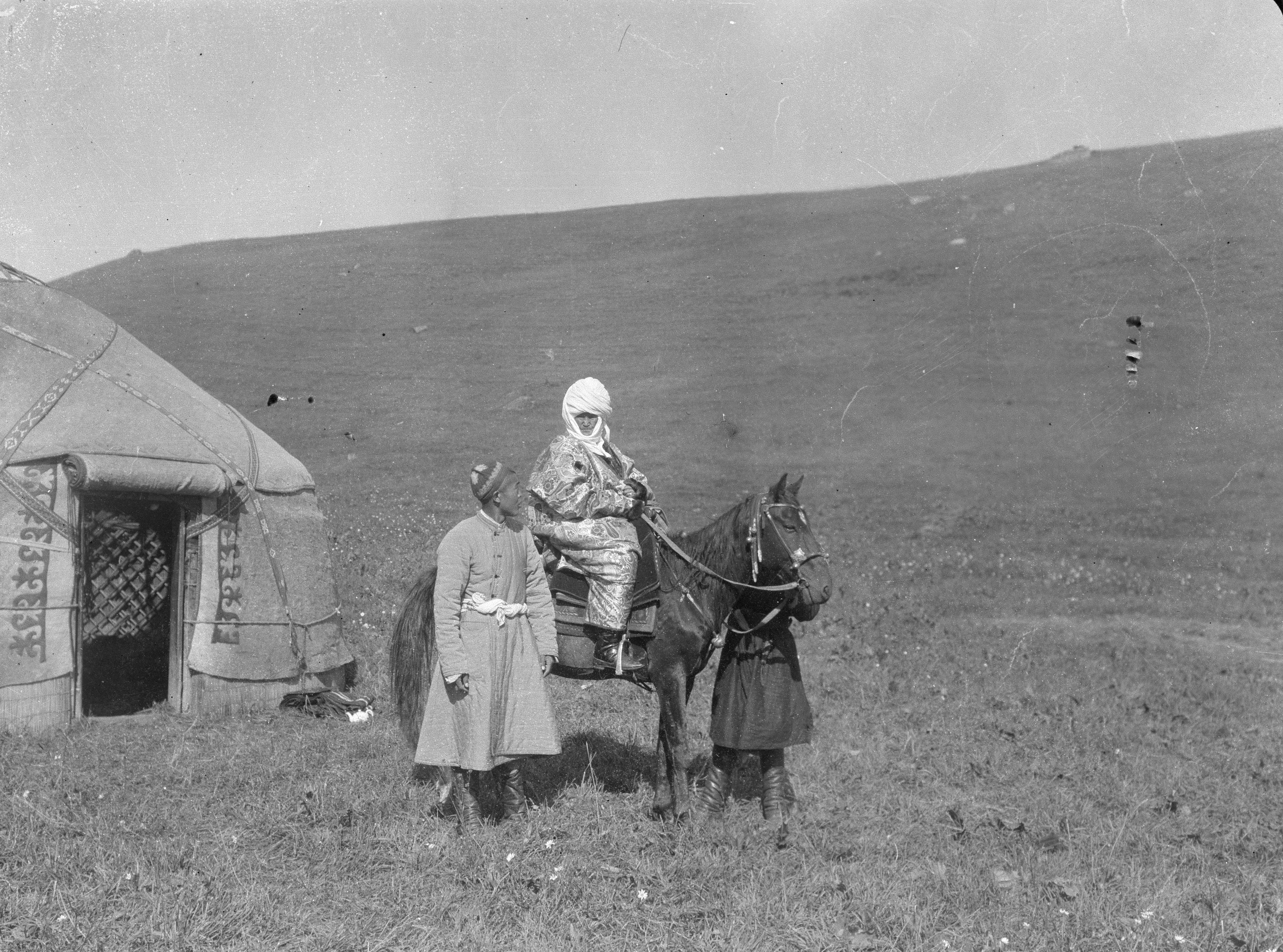
Курманджан-датка сидит на лошади. Рядом стоит один из её внуков. Фото Густава Маннергейма

### Поэтический талант
Существуют предположения характера фольк-хистори, что якобы Курманджан сочиняла стихотворения, подписывая их именем Зыйнат.  Царица сочиняла произведения не только на родном киргизском языке, но и на тюркском и фарси. До наших дней сохранилась лишь малая часть её поэтического наследия. Относительно широко известно её траурное стихотворение (кошок), посвящённое казнённому сыну Камчибеку. Оно было переведено на несколько языков, в том числе на русский М. Рудовым:
Сокол мой, сынок Камчибек,

Покидаешь ты бренный мир,

Оставляешь неверный мир,

Сеть расставил жестокий век,

Захлестнули тебя петлёй,

Расстаётся душа с тобой.

Я скрутила горе своё,

Чтоб народ от беды сберечь,

В сердце скрыла горе своё,

Чтоб народ в беду не вовлечь.

Ты главы своей не склонил,

Честь джигита ты защитил.

Как в куреше, по пояс гол,

Смерть презревши,

в расцвете сил

Ты на схватку

без страха шёл.

Сын мой верный,

прощай, прости.

Ты шейит на святом пути!
Однако, исторические исследования доказали, что псевдоним «Зинат» принадлежал другому человеку, а Курманджан-датка, хоть и обладала широкими познаниями и острым умом, не умела читать и писать.

### Воспоминания современников
О личностных качествах Курманджан-датки сохранилось очень мало сведений. Известно, что она была в меру аскетична, не увлекалась шумной городской жизнью: и зиму, и лето она проводила в войлочной юрте, кочуя по склонам Алайского хребта.
Офицер российской армии Борис Тагеев, присутствовавший при разговоре Курманджан-датки и Михаила Скобелева, описывал царицу как «киргизку небольшого роста, хотя немолодую, но красивую, одетую в парчовый халат, отороченный каким-то мехом». Других воспоминаний о внешности Курманджан не сохранилось.
Иван Ювачёв лично не был знаком с Курманджан, но со слов её родственников (в частности, сына Мамытбека) описывал царицу в своей книге следующим образом:

В своих длинных красивых речах Курбан-Джан выказывала большой ум и дипломатические способности. Несмотря на старость, глаза её сохраняли ещё живые огоньки, а в чертах лица проглядывала выделяющая её от других киргизок особенная миловидность.— И. П. Ювачёв

## Значение и память

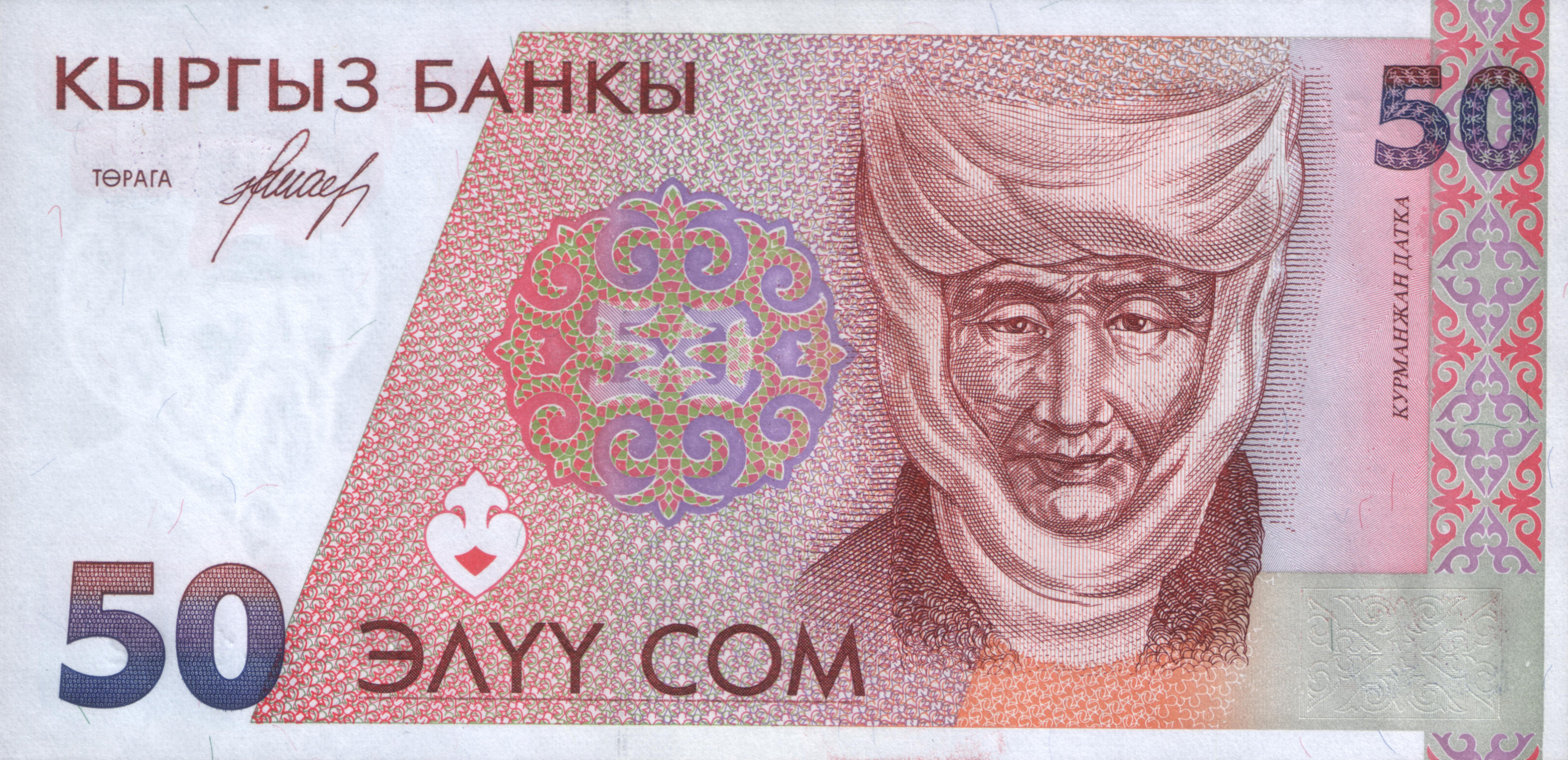
Портрет на банкноте номиналом 50 сомов серии 1994 года

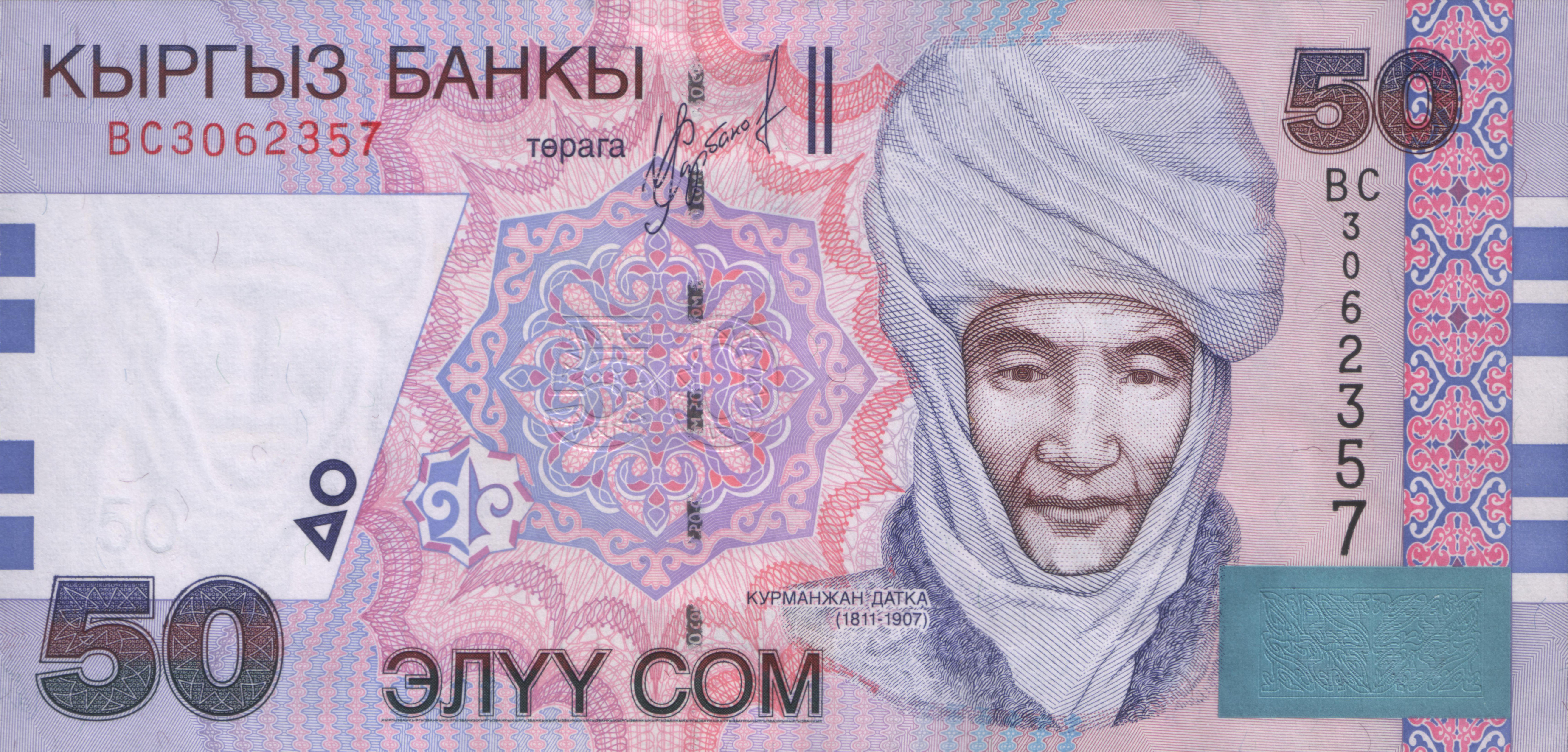
Портрет на банкноте номиналом 50 сомов серии 2002 года

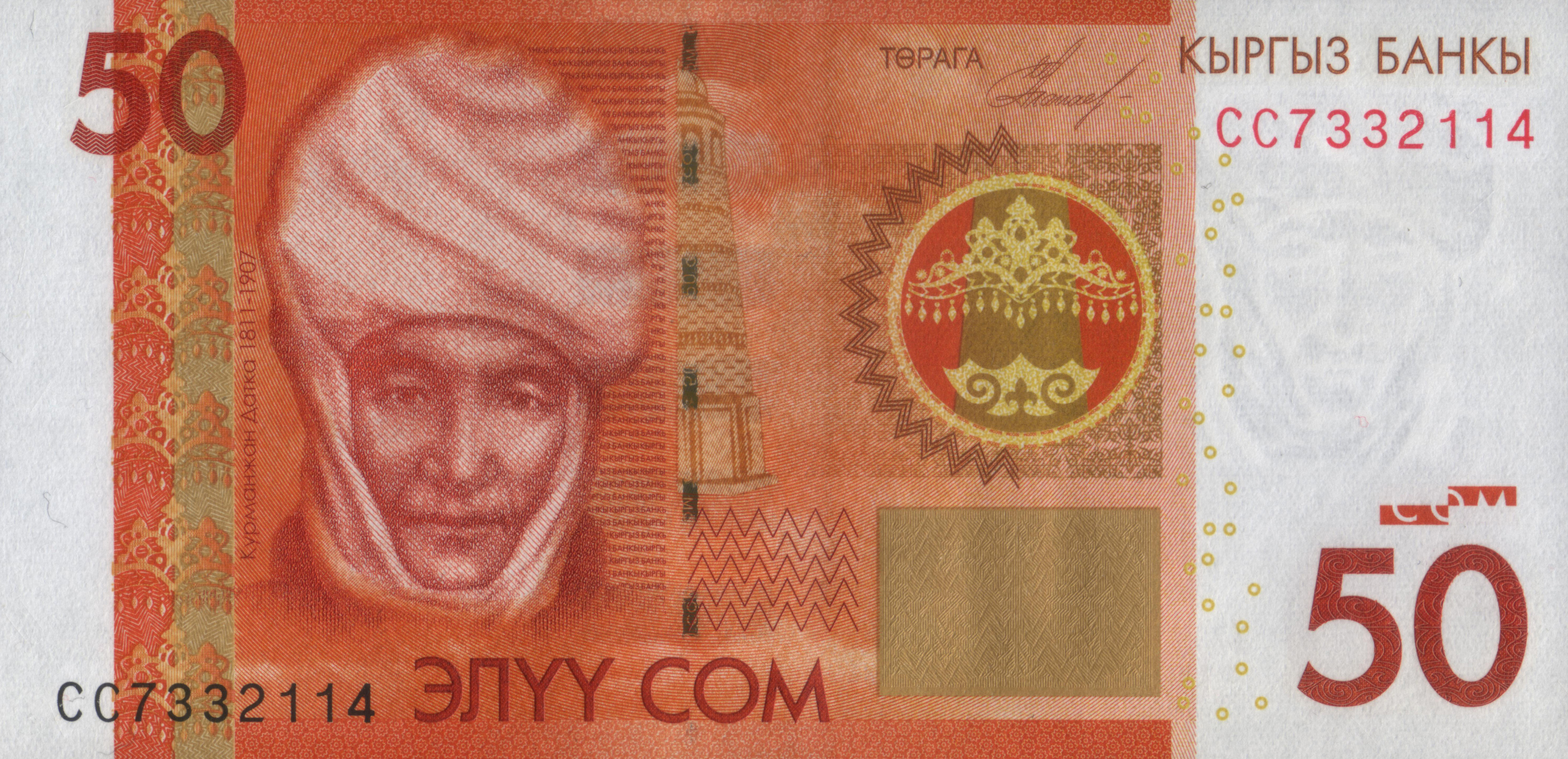
Портрет на банкноте номиналом 50 сомов серии 2009 года

За тридцать лет единоличного правления в Алайской долине Курманджан-датка показала себя как незаурядный государственный деятель, а легенды, слагавшиеся о Датке, передавались из поколения в поколение и дошли до наших дней.
Курманджан пользовалась огромным авторитетом не только среди алайских и кашгарских киргизов. Русские и зарубежные путешественники, военные и государственные деятели, колониальные чиновники непременно наносили визит Курманджан-датке, если оказывались на юге Кыргызстана. Истории известен случай, когда люди Курманджан спасли от смерти двух британских эмиссаров, попавших в снежную бурю по пути из Индии в Бухару.
Особенно глубокое впечатление «Алайская царица» оказывала на европейцев. Статьи о легендарной Курманджан-датке, в том числе и прижизненные, публиковались в российских, французских, немецких, польских и многих других европейских изданиях.
В 2002 году была издана книга о Курманджан-датке на трёх языках — киргизском, русском и английском. В 2004 году на проспекте Эркиндик в дубовом сквере в Бишкеке был воздвигнут памятник правительнице. Именем Курманджан-датки также названы улицы в Бишкеке и Оше.
Портрет Курманджан можно увидеть на лицевой стороне киргизских банкнот достоинством 50 сомов всех трёх эмиссий. На оборотной стороне находится изображение архитектурного комплекса в Узгене — городе, когда-то входившем в состав владений Курманджан.
Имя Курманджан-датки носит международная премия, учреждённая Киргизско-Российским славянским университетом. Премия неоднократно вручалась деятелям науки, культуры и политики разных стран, в частности, первым леди Казахстана (Саре Назарбаевой) и России (Людмиле Путиной).
В конце 2010 года в бишкекском кинотеатре «Ала-Тоо» прошла презентация полнометражного документального фильма З. Эралиева «Тоо ханшасы» («Горная царица»), созданного по инициативе Благотворительного фонда Курманджан-датки. На презентации присутствовали официальные лица, в том числе президент Кыргызстана Роза Отунбаева.

Курманджан Датка — редкая историческая фигура, она взяла на себя ответственность в очень сложный период правления Кокандского ханства, Китая и России. Её мудрость, дипломатические способности спасли нас от гибели и разрушения. Она способна была найти выход из любой сложной ситуации, потому и Россия, и Кокандское ханство вынуждены были с ней считаться.— Р. И. Отунбаева
Указом и. о. Президента Кыргызской Республики от 28 декабря 2010 года 2011 год в стране был объявлен годом Курманджан-датки, с момента рождения которой исполняется 200 лет. Президент также провела встречу с двумя правнуками Курманджан, киргизским общественным деятелем Чыныбеком Абдыкапаровым и профессором экономики Адылбеком Султанбековым, выразившими своё согласие с решением Розы Отунбаевой.
В 2014 году 31 августа в День независимости Кыргызстана прошла премьера исторического эпического фильма «Курманжан Датка» режиссёра Садык Шер-Нияза киностудиями «Кыргызфильм» и «Айтыш фильм». Это первый за годы независимости Кыргызстана полнометражный художественный исторический фильм, снятый по заказу Правительства Кыргызской Республики. Фильм повествует о жизни и деятельности «Алайской царицы», которая была предводительницей кыргызов в XIX веке и считается матерью нации. Мировая премьера фильма состоялась 22 августа 2014 году на международном Монреальском кинофестивале. В октябре 2014 года фильм был выдвинут от имени Кыргызстана на соискание премии «Оскар» в номинации «Лучший фильм на иностранном языке». Помимо этого, фильм номинирован на российскую кинопремию «Ника».